# 汪菁
汪菁（？—），臺灣兒童繪本作家、兒童藝術教育專家。著有《地球星君和他的十二個兒子》、《地球發燒了》等繪本，著有《這樣做創意手作，孩子超有成就感》等書。

## 學歷
- 國立台北藝術大學美術創作研究所[1]

## 經歷[2]
- 台北市立美術館展覽組解說員
- 中正社大親子看繪本玩創意課程講師[3]
- 北投社大親子看繪本玩創意課程講師
- 貓頭鷹圖書館看繪本玩創意親子創作活動講師
- 台北婦女中心婦女及親子課程講師
- 大直婦女暨家庭服務中心親子活動講師
- 北投文化基金會在北投社大開設銀髮樂活行創作課講師
- 信誼基金會講師
- 青年發展基金會及善牧基金會講師
- 基隆家扶親子活動講師
- 當代美術館小朋友看展覽玩創意週末創作活動設計及教學
- 蘋果日報自己動手做單元創作設計
- 基隆要塞司令官邸舉辦《熊媽媽媽媽愛上了手機》新書分享會[4]
- 超成就感手作遊戲，親子創意PA工作坊[5]

## 作品
- 《地球星君和他的十二個兒子》，（ISBN 978-986-161-419-9）2011年，信誼基金會
- 《地球發燒了》（ISBN 9789865780869）2014 年，白象文化
- 《大樹是寶》（ISBN 978-986-04-6668-3）2015年，小魯文化，何華仁主編，汪菁版畫第40和第41頁。
- 《這樣做創意手作，孩子超有成就感》（ISBN 9789570849882）2017年，聯經出版社。
- 《媽媽愛上了手機》[6]

## 得獎
- 93年文建會青年繪畫作品典藏《模擬心靈意象》系列八幅作品
- 第45屆全省美展
- 第三屆台北縣美展
- 台北市立美術館1992水墨畫創新展
- 第五屆南瀛美展
- 第三和第四屆彩墨新人賞
- 《地球發燒了》獲得第四屆白象文化公益教育出書獎。
- 《地球星君和他的十二個兒子》獲得[香港][豐子愷兒童圖畫書獎]第三屆入圍。
- 《地球星君和他的十二個兒子》獲得第二十二屆[信誼基金會]幼兒文學獎圖畫書組插畫技術獎[7]。
- 《地球星君和他的十二個兒子》獲得第三十四屆文化部中小學優良讀物。
- 《媽媽愛上了手機》獲得第三十二屆信誼幼兒文學獎。

## 展覽
聯展
- 1992年第28回亞細亞現代美術展聯展，日本:東京都美術館、上野の森美術館、石川縣立美術館。台北:歷史博物館。
- 2004年新世代彩墨語言《第三屆彩墨新人賞聯展》，文英館，台中。
- 2005年E術誕生《台灣藝術新秀展》，國立台灣美術館，台中。
- 2005年新世代彩墨語言《第四屆彩墨新人賞聯展》，台中市政府文化局，台中。
- 2017年5月4日~6月4日與陳玉金、曹益欣、黃麟傑等翻繪本成員在順天外科醫院舉辦【愛上繪本】聯展(團體)。

個展
- 2006年《罣礙的心靈-汪菁水墨創作個展》，太平洋文化基金會，台北。

## 相關
- 彤采美術工作室負責人
- 【翻繪本】成員

## 外部連結
- 汪菁的官方臉書工作室